# 모나코의 군주 목록
이 문서는 모나코의 군주에 대해 서술한다.

## 모나코 영주
| 이름       | 가문                    | 지위계승년  | 퇴임년          | 비고                    |
| ---------- | ----------------------- | ----------- | --------------- | ----------------------- |
| 레니에 1세 | 그리말디 가문           | 1207년      | 1301년          | 카뉴쉬르메르 경         |
| 샤를 1세   | 그리말디 가문           | 1331년      | 1357년          |                         |
| 안토니오   | 그리말디 가문           | 1352년      | 1357년          | 샤를 1세와 공동통치     |
| 레니에 2세 | 그리말디 가문           | 1352년      | 1357년          | 샤를 1세와 공동통치     |
| 가브리엘   | 그리말디 가문           | 1352년      | 1357년          | 샤를 1세와 공동통치     |
| 루이 경    | 그리말디 가문           | 1395년      | 1395년          | 장 1세와 공동           |
| 장 1세     | 그라말디 가문           | 1395년      | 1395년          | 루이 경과 공동          |
| 루이 경    | 그리말디 가문           | 1397년      | 1402년          |                         |
| 앙브와즈   | 그리말디 가문, 망통     | 1419년      | 1427년          | 장 1세, 앙투안과 연합   |
| 앙투안     | 그리말디 가문, 로크브륀 | 1419년      | 1427년          | 장 1세, 앙브와즈와 연합 |
| 장 1세     | 그리말디 가문           | 1419년      | 1436년 10월 3일 | 앙브와즈, 앙투안과 연합 |
| 장 1세     | 그리말디 가문           | 1436년 11월 | 1454년          |                         |
| 카탈랑     | 그리말디 가문           | 1454년      | 1457년          |                         |
| 클로딘     | 그리말디 가문           | 1457년      | 1458년          |                         |
| 람베르토   | 그리말디 가문           | 1458년      | 1494년          |                         |
| 장 2세     | 그리말디 가문           | 1494년      | 1505년          |                         |
| 르비       | 그리말디 가문           | 1505년      | 1523년          |                         |
| 오노레 1세 | 그리말디 가문           | 1523년      | 1581년          |                         |
| 샤를 2세   | 그리말디 가문           | 1581년      | 1589년          |                         |
| 에르퀼     | 그리말디 가문           | 1589년      | 1604년          |                         |
| 오노레 2세 | 그리말디 가문           | 1604년      | 1612년          |                         |

## 모나코 공
| 이름            | 가문          | 작위계승년       | 퇴임년         | 비고                                           |
| --------------- | ------------- | ---------------- | -------------- | ---------------------------------------------- |
| 오노레 2세      | 그리말디 가문 | 1612년           | 1662년         | 모나코 경 (1604–1612)                          |
| 루이 1세        | 그리말디 가문 | 1662년           | 1701년         | 루이 경과는 다른 인물                          |
| 앙투안 1세      | 그리말디 가문 | 1701년           | 1731년         |                                                |
| 루이즈 이폴리트 | 그리말디 가문 | 1731년           | 1731년         |                                                |
| 제이퀴스 1세    | 그리말디 가문 | 1731년           | 1733년         | 루이즈 여공의 섭정(1731), 1731년 이루 공작     |
| 오노레 3세      | 그리말디 가문 | 1733년           | 1793년         |                                                |
| 오노레 4세      | 그리말디 가문 | 1814년           | 1819년         |                                                |
| 오노레 5세      | 그리말디 가문 | 1819년           | 1841년         | 오노레 4세의 섭정(1814-1819) 오노레 4세의 아들 |
| 플로레스탕      | 그리말디 가문 | 1841년           | 1856년         |                                                |
| 샤를 3세        | 그리말디 가문 | 1856년           | 1889년         |                                                |
| 알베르 1세      | 그리말디 가문 | 1889년           | 1922년         | 생물학자 출신. 1911년 헌법 제정.               |
| 루이 2세        | 그리말디 가문 | 1922년           | 1949년         |                                                |
| 레니에 3세      | 그리말디 가문 | 1949년           | 2005년 4월 6일 | 그레이스 켈리의 남편                           |
| 알베르 2세      | 그리말디 가문 | 2005년 11월 19일 | 현직           | 그레이스 켈리와 레니에 3세의 아들              |